# I Need You (chanson des Beatles)
Pour les articles homonymes, voir I Need You.
Pistes de Help!
You've Got to Hide Your Love Away Another Girl
I Need You est une chanson des Beatles publiée sur l'album Help! écrite par George Harrison. Elle a été écrite pour sa future femme Pattie Boyd, en 1965.
George utilise des effets de glissando ponctuels qui étaient alors caractéristiques d'un chanteur à succès britannique, Dave Berry (The Crying Game, One Heart Between Two), mais avec une forte intensité, en mode polyphonique et avec un effet stéréo très marqué sur le vinyle d'origine. C'est également la première chanson du groupe dans laquelle Harrison a recours à une pédale d'effet.
Quelques reprises ont été enregistrées, notamment une par Tom Petty en hommage à Harrison, en 2002.

## Genèse
I Need You est composée par George Harrison pour les besoins du film Help!. Il s'agit d'une chanson d'amour composée par Harrison pour sa future épouse, Pattie Boyd. Dans son autobiographie, le musicien revient sur toutes les chansons qu'il a composées, à l'exception flagrante de celle-ci et de You Like Me Too Much. Il est parfois dit que la chanson a été composée alors que les Beatles étaient aux Bahamas, mais c'est impossible puisque l'enregistrement s'est déroulé avant le séjour du groupe à cet endroit.
Le musicologue Allan Pollack explique que la chanson est un mélange de pop rock et de folk, et que Harrison s'y montre ici très vulnérable.

## Enregistrement
L'enregistrement de I Need You débute le 15 février 1965 dans les studios EMI de Londres, en fin de la première session d'enregistrement des chansons du futur album Help!. Cinq prises sont enregistrées en ce début de soirée. La chanson est alors principalement acoustique. Le lendemain, Harrison double son chant principal, et fait usage de sa nouvelle acquisition, une pédale de volume (ou pédale d'expression), pédale d'effet permettant de contrôler au pied le volume de la guitare (effet violoning). C'est la première fois qu'un tel objet est utilisé sur un morceau du groupe. Le même jour, il l'utilise également pour l'enregistrement de la chanson Yes It Is de John Lennon.
Un mixage mono est réalisé par George Martin le 18 février. La version stéréo est préparée le 23 février sans le producteur des Beatles, et sous la direction de l'ingénieur du son Norman Smith.

## Interprètes
- George Harrison : chant, guitare solo 12 cordes, Guitare acoustique
- John Lennon : chœurs
- Paul McCartney : chœurs, basse
- Ringo Starr : batterie, Cloche à vache

## Parution et reprises
Au Royaume-Uni, I Need You sort en quatrième position sur la face A de l'album Help!, le 6 août 1965. Aux États-Unis, la répartition des pistes est différentes, mais la chanson sort sur l'album du même nom, le 13 août. Elle apparaît également dans le film du même nom, dans une scène où le groupe joue à Salisbury Plain.
George Martin réalise une version orchestrale de la chanson lors des sessions d'enregistrement de l'album Help ! Différentes reprises seront enregistrées par la suite, notamment par Phil Seymour, Mary McCaslin, Connie Corleone, Geoff Gibbons, Les Fradkin... Tom Petty l'a également interprétée pour le Concert for George en 2002, en hommage à Harrison.

### Publication en France
La chanson arrive en France en septembre 1965 sur la face A d'un 45 tours EP (« super 45 tours ») sous-titré Chansons du film Help! ; elle est accompagnée  de Another Girl. Sur la face B figurent The Night Before et You're Going to Lose that Girl.